# Kanton Boulogne-sur-Mer-1
 Boulogne-sur-Mer-1  is een kanton van het Franse departement Pas-de-Calais. Het kanton maakt deel uit van het arrondissement  Boulogne-sur-Mer.
Het kanton Boulogne-sur-Mer werd  gevormd ingevolge het decreet van 24 februari 2014 met uitwerking in maart 2015 met gemeenten uit de kantons  Boulogne-sur-Mer-Sud (1),  Boulogne-sur-Mer-Nord-Est (4) en  Boulogne-sur-Mer-Nord-Ouest (1), met een deel van Boulogne-sur-Mer zelf, tevens hoofdplaats

## Gemeenten
Het kanton omvat volgende gemeenten :
- Boulogne-sur-Mer - deels
- La Capelle-lès-Boulogne
- Conteville-lès-Boulogne
- Pernes-lès-Boulogne
- Pittefaux
- Wimereux
- Wimille